# Messier 105
M105 (Messier 105 / NGC 3379) is een elliptisch sterrenstelsel in het sterrenbeeld Leeuw (Leo). Het hemelobject werd in 1781 door Pierre Méchain ontdekt. M105 is het helderste stelsel in de Leo I groep of de M96 groep van sterrenstelsels en staat op ongeveer 38 miljoen lichtjaar van de Aarde.
Onderzoek met de Hubble Ruimtetelescoop van het centrale gebied van M105 openbaarde een massief object van ongeveer 50 miljoen zonmassa's in dit stelsel.